# Mycalesis nudgara
Mycalesis nudgara är en fjärilsart som beskrevs av Hans Fruhstorfer 1908. Mycalesis nudgara ingår i släktet Mycalesis och familjen praktfjärilar. Inga underarter finns listade i Catalogue of Life.